# Eucalyptus dalrympleana
Eucalyptus dalrympleana é uma espécie de árvore endêmica do sudeste da Austrália. Possui casca lisa, folhas adultas em forma de lança, botões florais em grupos de três ou sete, flores brancas e frutos em formato de taça, sino ou hemisfério.

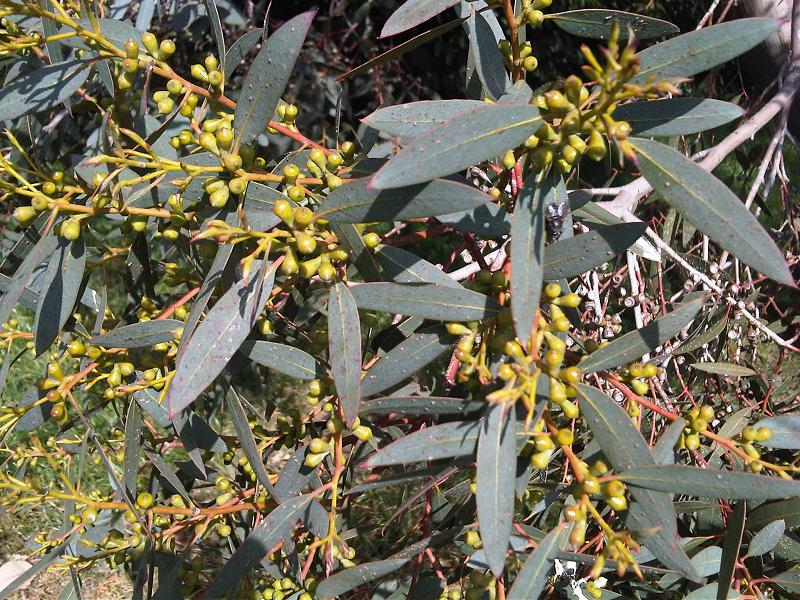
Gomos florais.

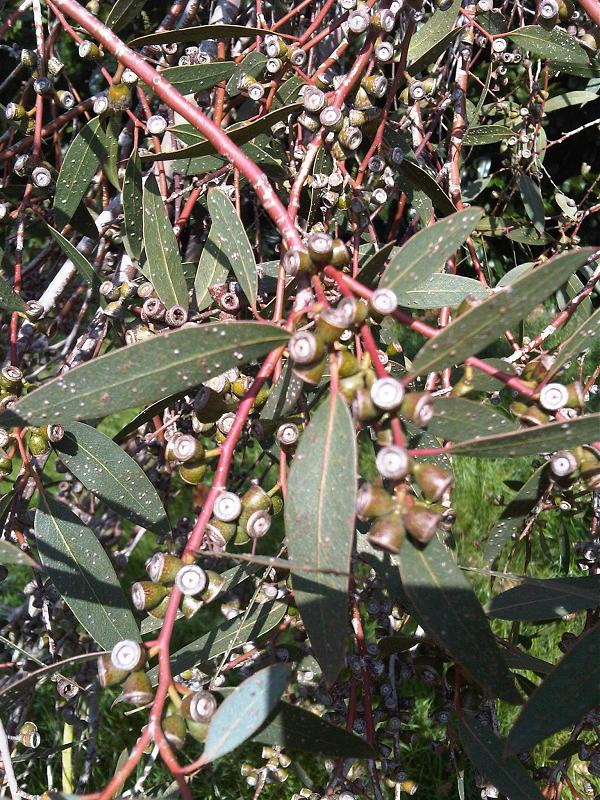
Frutos imaturos.

## Descrição
Eucalyptus dalrympleana é uma árvore que geralmente atinge até 40 metros de altura e desenvolve um lignotúber. Sua casca é lisa, variando de branca a amarelada, às vezes com uma base curta de casca áspera. Plantas jovens e rebrotas de talhadia apresentam folhas dispostas em pares opostos, com formato ovado, cordiforme ou quase circular, medindo de 25 a 70 mm de comprimento e largura. As folhas adultas são alternadas, lanceoladas a curvas, com a mesma cor em ambos os lados, de 80 a 220 mm de comprimento e 10 a 40 mm de largura, sustentadas por um pecíolo de 12 a 35 mm. Os gomos florais organizam-se em grupos de três ou sete nas axilas das folhas, sobre um pedúnculo de 3 a 12 mm de comprimento; os gomos individuais podem ser sésseis ou ter um pedicelo de até 3 mm. Os gomos maduros são ovais, verdes a amarelos, com 6 a 10 mm de comprimento e 3 a 6 mm de largura, possuindo uma caliptra cônica a arredondada. A floração ocorre principalmente entre março e junho, com flores brancas. O fruto é uma cápsula lenhosa em forma de taça, sino ou hemisfério, com 3 a 8 mm de comprimento e 5 a 9 mm de largura.

## Taxonomia e nomenclatura
Eucalyptus dalrympleana foi descrito formalmente em 1920 por Joseph Henry Maiden, a partir de um espécime coletado por Wilfred de Beuzeville perto de Yarrangobilly [en]. A descrição foi publicada no livro de Maiden, The Forest Flora of New South Wales. O epíteto específico (dalrympleana) homenageia o silvicultor Richard Dalrymple Hay.
Em 1962, Lawrence Alexander Sidney Johnson descreveu duas subespécies, cujos nomes foram aceitos pelo Censo Australiano de Plantas [en]:
- Eucalyptus dalrympleana Maiden subsp. dalrympleana[8] possui gomos florais em grupos de três;[4]

- Eucalyptus dalrympleana subsp. heptantha L.A.S.Johnson[9] tem gomos e flores em grupos de sete.[4]

## Distribuição e habitat
Eucalyptus dalrympleana cresce em bosques e florestas de maiores altitudes no extremo sudeste de Queensland, Nova Gales do Sul, Victoria, Austrália Meridional e Tasmânia. A subespécie heptantha é encontrada apenas no extremo sudeste de Queensland e nos Planaltos Setentrionais de Nova Gales do Sul. Já a subespécie dalrympleana ocorre ao sul, a partir dos planaltos centrais e meridionais de Nova Gales do Sul. Na Austrália Meridional, a espécie é rara, restrita às Montanhas Lofty.

## Uso em horticultura
No cultivo no Reino Unido, E. dalrympleana é totalmente resistente a temperaturas de até -15 °C, mas prefere locais com alguma proteção. Desenvolve-se melhor sob sol pleno. A espécie recebeu o Award of Garden Merit da Royal Horticultural Society.